# Are marginata
Are marginata là một loài bướm đêm thuộc họ Erebidae.